# Vendula Frintová
Vendula Frintová (* 4. September 1983 in Náchod) ist eine ehemalige tschechische Duathletin und Triathletin. Sie ist vierfache Olympiastarterin (2008, 2012, 2016, 2020), Europameisterin Duathlon (2005) und Weltmeisterin Duathlon (2009).

## Werdegang
Frintová ist vielfache tschechische Triathlon-Meisterin in verschiedenen Kategorien wie z. B. Staatsmeisterin der Jahre 2006 und 2007 sowie Gewinnerin der Tschechischen Meisterschaftsserie 2009 und Goldmedaillengewinnerin des Weltcups in Mooloolaba 2010.

### Europameisterin Duathlon 2005
2004 und 2005 wurde sie jeweils Triathlon-Vizeweltmeisterin U23. Im Duathlon wurde sie 2005 Europameisterin. Bei den Olympischen Sommerspielen belegte sie im August 2008 in Peking den 23. Rang.

### Olympische Sommerspiele 2008
Bei den Olympischen Sommerspielen belegte sie 2008 in Peking den 23. Rang.

### Weltmeisterin Duathlon 2009
2009 wurde sie Duathlon-Weltmeisterin. In den acht Jahren von 2002 bis 2009 nahm Vendula Frintová an 75 ITU-Wettkämpfen teil und sicherte sich 37 Top-Ten-Platzierungen, darunter fünf Goldmedaillen.
In Tschechien startet Vendula Frintová für Ekol Elite Triathlon Team, in Frankreich und Deutschland nimmt sie auch im Jahr 2010 wieder als Elite-Legionärin an Wettkampfserien teil, nämlich für den Krefelder Kanu Klub an der deutschen Bundesliga und für TCG 79 Parthenay an der französischen Clubmeisterschaftsserie Lyonnaise des Eaux. Beim Eröffnungstriathlon dieses französischen Grand Prix de Triathlon in Dünkirchen wurde Frintová 17., beim zweiten Triathlon in Beauvais 26., damit war sie beide Male unter den drei triathlètes classants l'équipe, deren Plätze für die Club-Wertung herangezogen werden.
Im Juni 2011 wurde sie Triathlon-Vizeeuropameisterin auf der olympischen Kurzdistanz und im April 2012 belegte sie den fünften Rang bei der Triathlon-Europameisterschaft.
Die Weltmeisterschaft-Rennserie 2015 beendete sie auf dem 21. Rang.

### Olympische Sommerspiele 2016
Im Mai 2016 wurde sie Vierte bei der Triathlon-Europameisterschaft auf der olympischen Distanz.

Vendula Frintová belegte bei den Olympischen Sommerspielen 2016 am 20. August in Rio de Janeiro für Tschechien den 27. Rang. In der ITU-Jahreswertung 2016 belegte sie als beste Tschechin den zwölften Rang.

Im ersten Rennen der Weltmeisterschaftsrennserie 2017 belegte sie im März in Abu Dhabi den zwölften Rang. Bei der Triathlon-Europameisterschaft belegte sie im Juni in Kitzbühel wie schon im Vorjahr den vierten Rang. Eine Woche später wurde die 33-Jährige in Düsseldorf Dritte bei der Europameisterschaft auf der Sprintdistanz.
Im September 2021 wurde sie Neunte in Valencia bei der Europameisterschaft auf der olympischen Kurzdistanz. Seit 2021 tritt Vendula Frintová nicht mehr international in Erscheinung.
Vendula Frintová studierte an der Prager Karls-Universität Anthropologie und Genetik und lebt in ihrem Geburtsort Náchod.

## Sportliche Erfolge
| Datum/Jahr    | Rang | Wettbewerb                                           | Austragungsort | Zeit     | Bemerkung |
| ------------- | ---- | ---------------------------------------------------- | -------------- | -------- | --- |
| 25. Sep. 2021 | 9    | ETU Triathlon European Championships                 | Valencia       | 01:54:03 | Europameisterschaft auf der olympischen Kurzdistanz                                                                |
| 27. Juli 2021 | LAP  | Olympische Sommerspiele 2020                         | Tokio          | –        | überrundet |
| 15. Mai 2021  | 11   | ITU World Championship Series 2021                   | Yokohama       | 01:55:55 | |
| 21. Sep. 2019 | 4    | ITU Triathlon World Cup                              | Weihai         | 02:11:27 | hinter der Schweizerin Julie Derron                                                                                |
| 2. Sep. 2018  | 1    | ITU Triathlon World Cup                              | Karlsbad       | 02:08:22 | |
| 9. Aug. 2018  | 6    | ETU Triathlon European Championships                 | Glasgow        | 02:02:06 | Europameisterschaft auf der olympischen Kurzdistanz                                                                |
| 12. Mai 2018  | 7    | ITU World Championship Series 2018                   | Yokohama       | 01:55:46 | |
| 24. Juni 2017 | 3    | ETU Sprint Distance Triathlon European Championships | Düsseldorf     | 01:03:38 | Europameisterschaft auf der Sprintdistanz beim T3 Triathlon                                                        |
| 16. Juni 2017 | 4    | ETU Triathlon European Championships                 | Kitzbühel      | 01:58:41 | Europameisterschaft auf der olympischen Kurzdistanz                                                                |
| 8. Apr. 2017  | 10   | ITU World Championship Series 2017                   | Gold Coast     | 00:58:38 | |
| 2. Apr. 2017  | DNF  | ITU Triathlon World Cup                              | New Plymouth   | –        | |
| 3. März 2017  | 12   | ITU World Championship Series 2017                   | Abu Dhabi      | 02:05:56 | erstes Rennen der WM-Serie 2017                                                                                    |
| 20. Aug. 2016 | 27   | Olympische Sommerspiele 2016                         | Rio de Janeiro | 02:01:49 | |
| 28. Mai 2016  | 4    | ETU Triathlon European Championships                 | Lissabon       | 02:04:40 | Europameisterschaft auf der olympischen Kurzdistanz                                                                |
| 8. Mai 2016   | 6    | ITU Triathlon World Cup                              | Cagliari       | 01:05:05 | |
| 11. Apr. 2015 | 32   | ITU World Championship Series 2015                   | Gold Coast     | 02:02:58 | |
| 29. März 2015 | 4    | ITU World Championship Series 2015                   | Auckland       | 02:11:23 | im zweiten Rennen der Saison                                                                                       |
| 28. Juni 2014 | 8    | ITU World Championship Series 2014                   | Chicago        | 01:57:18 | |
| 14. Juni 2013 | 3    | ETU Triathlon European Championships                 | Alanya         | 01:55:53 | |
| 16. März 2013 | 3    | ITU Triathlon Pan American Cup                       | Sarasota       | 01:58:44 | hinter der Siegerin Paula Findlay                                                                                  |
| 4. Aug. 2012  | 15   | Olympische Sommerspiele 2016                         | London         | 02:02:08 | |
| 20. Apr. 2012 | 5    | ETU Triathlon European Championships                 | Eilat          | 02:09:00 | Europameisterschaft auf der olympischen Kurzdistanz                                                                |
| 19. Feb. 2012 | 8    | ITU Sprint Triathlon African Cup                     | Kapstadt       | 01:02:55 | 750 m Schwimmen, 20 km Radfahren und 5 km Laufen                                                                   |
| 24. Juni 2011 | 2    | ETU Triathlon European Championships                 | Pontevedra     | 02:05:27 | Vizeeuropameisterin auf der olympischen Kurzdistanz                                                                |
| 3. Juli 2010  | 11   | ETU Triathlon European Championships                 | Athlone        | 01:59:44 | bei der Triathlon-Europameisterschaft auf der olympischen Kurzdistanz; hinter der Schweizer Siegerin Nicola Spirig |
| 5. Juni 2010  | 19   | ITU Triathlon World Championship Series 2010         | Madrid         | 02:09:36 | |
| 18. Aug. 2008 | 23   | Olympische Sommerspiele 2008                         | Peking         | 02:03:27 | Der Wettbewerb bestand aus den 3 Disziplinen 1,5 km Schwimmen, 40 km Radfahren und 10 km Laufen.                   |
| 10. Sep. 2005 | 2    | ITU Triathlon World Championship U23                 | Gamagōri       | 02:03:41 | Vizeweltmeisterin U23, hinter Andrea Hewitt                                                                        |
| 17. Juli 2005 | 4    | ETU Triathlon European Championship U23              | Sofia          | 02:08:23 | U23 Triathlon-Europameisterschaft                                                                                  |
| 9. Mai 2004   | 2    | ITU Triathlon World Championship U23                 | Madeira        | 01:57:04 | U23-Vizeweltmeisterin                                                                                              |
| 6. Juli 2002  | 27   | ETU Triathlon European Championship Junior Women     | Győr           | 01:13:31 | Europameisterschaft der Junioren                                                                                   |

| Datum/Jahr    | Rang | Wettbewerb                          | Austragungsort | Zeit     | Bemerkung                   |
| ------------- | ---- | ----------------------------------- | -------------- | -------- | --------------------------- |
| 26. Sep. 2009 | 1    | ITU Duathlon World Championships    | Concord        | 02:08:17 | Duathlon-Weltmeisterin      |
| 7. Okt. 2006  | 3    | ETU Duathlon European Championships | Rimini         | 02:05:56 |                             |
| 2005          | 1    | ETU Duathlon European Championships | Debrecen       |          | Europameisterin im Duathlon |

(DNF – Did Not Finish; LAP – Überrundet)